# Rothschildia fossilis
Rothschildia fossilis is een vlinder uit de familie van de nachtpauwogen (Saturniidae), die uitsluitend als fossiel bekend is. De wetenschappelijke naam van de soort werd in 1914 gepubliceerd door Theodore Dru Alison Cockerell.